# فاسيلي ميشيتش
فاسيلي ميشيتش (بالصربية: Василије Мицић) مواليد 13 يناير 1994 في كرالييفو، صربيا والجبل الأسود، هو لاعب كرة سلة صربي. بدأ مسيرته الاحترافية في سنة 2010. تم اختياره من قبل فريق فيلادلفيا سفنتي سيكسرز خلال الدرافت. يلعب في الدوري التركي لكرة السلة كلاعب هجوم خلفي. يحمل الرقم 22.

## المسيرة الاحترافية
لعب مع نادي ميغا لكرة السلة من سنة 2010 إلى 2014، ثم لعب مع بايرن ميونخ لكرة السلة في الدوري الألماني من سنة 2014 إلى 2016، ثم لعب مع نادي طوفاس الرياضي في الدوري التركي في سنة 2016.

## إحصائيات المسيرة

### الدوري الأوروبي
| السنة   | الفريق                   | لعب | بدأ | دقيقة | ميداني% | ثلاثية | حرة   | ارتداد | صنع | استلاب | تصدي | نقطة | أداء |
| ------- | ------------------------ | --- | --- | ----- | ------- | ------ | ----- | ------ | --- | ------ | ---- | ---- | ---- |
| 2014–15 | بايرن ميونخ لكرة السلة   | 6   | 1   | 18.0  | .450    | .200   | .875  | 1.5    | 3.2 | .5     | .0   | 7.5  | 6.8  |
| 2015–16 | بايرن ميونخ لكرة السلة   | 4   | 0   | 6.2   | .000    | .000   | 1.000 | .8     | .8  | .5     | .3   | .5   | -1.0 |
| 2015–16 | نادي ريد ستار لكرة السلة | 17  | 1   | 17.4  | .341    | .361   | .724  | 1.8    | 3.6 | .2     | .2   | 5.5  | 5.0  |
| المسيرة |                          | 27  | 2   | 15.9  | .356    | .300   | .769  | 1.6    | 3.1 | .3     | .1   | 5.2  | 4.5  |

### بطولات الدوري المحلية
| الموسم  | الفريق                 | الدوري                     | لعب | دقيقة | ميداني% | ثلاثية | حرة  | ارتداد | صنع | SPG | تصدي | نقطة |
| ------- | ---------------------- | -------------------------- | --- | ----- | ------- | ------ | ---- | ------ | --- | --- | ---- | ---- |
| 2010-11 | نادي ميغا لكرة السلة   | الدوري الصربي لكرة السلة   | 35  | 26.2  | .445    | .323   | .699 | 3.1    | 2.8 | 1.3 | .0   | 8.5  |
| 2011-12 | نادي ميغا لكرة السلة   | الدوري الصربي لكرة السلة   | 8   | 33.8  | .516    | .478   | .750 | 3.5    | 5.0 | 2.5 | .1   | 15.9 |
| 2012-13 | نادي ميغا لكرة السلة   | الدوري الصربي لكرة السلة   | 41  | 28.0  | .481    | .384   | .667 | 3.6    | 5.0 | 1.0 | .0   | 11.8 |
| 2013-14 | نادي ميغا لكرة السلة   | الدوري الصربي لكرة السلة   | 7   | 29.1  | .540    | .381   | .938 | 2.9    | 5.3 | 1.1 | .0   | 13.3 |
| 2013-14 | نادي ميغا لكرة السلة   | الدوري الأدرياتيكي         | 24  | 31.0  | .545    | .278   | .684 | 3.0    | 5.8 | 1.7 | .0   | 11.8 |
| 2014-15 | بايرن ميونخ لكرة السلة | الدوري الألماني لكرة السلة | 32  | 16.0  | .464    | .230   | .879 | 1.9    | 3.3 | .7  | .0   | 7.0  |

## روابط خارجية
- فاسيلي ميشيتش على موقع الاتحاد الدولي لكرة السلة (الإنجليزية)
- فاسيلي ميشيتش على موقع الدوري الأوروبي لكرة السلة (الإنجليزية)
- فاسيلي ميشيتش على موقع إن بي أي (الإنجليزية)
- فاسيلي ميشيتش على موقع سبورتس رفرنس (الإنجليزية)
- فاسيلي ميشيتش على موقع كرة السلة الأوروبية.كوم (الإنجليزية)
- فاسيلي ميشيتش على موقع إي إس بي إن.كوم (الإنجليزية)
- فاسيلي ميشيتش على موقع ريلجم (الإنجليزية)
- فاسيلي ميشيتش على موقع بروبوليرز (الإنجليزية)
- فاسيلي ميشيتش على موقع سبورتس رفرنس (الإنجليزية)